# Episodi di CSI: Miami (quinta stagione)
La quinta stagione della serie televisiva CSI: Miami, composta da 24 episodi, è stata trasmessa dal 18 settembre 2006 al 14 maggio 2007 sul canale statunitense CBS.
Invece in Italia, la quinta stagione è stata trasmessa in prima visione assoluta dal 14 settembre 2007 al 19 marzo 2008 su Italia 1.
| nº | Titolo originale    | Titolo italiano          | Prima TV USA      | Prima TV Italia   |
| -- | ------------------- | ------------------------ | ----------------- | ----------------- |
| 1  | Rio                 | Rio                      | 18 settembre 2006 | 14 settembre 2007 |
| 2  | Going Under         | Sotto copertura          | 25 settembre 2006 | 21 settembre 2007 |
| 3  | Death Pool 100      | Il piatto della morte    | 2 ottobre 2006    | 28 settembre 2007 |
| 4  | If Looks Could Kill | Il potere di uno sguardo | 9 ottobre 2006    | 5 ottobre 2007    |
| 5  | Death Eminent       | Morto eccellente         | 16 ottobre 2006   | 12 ottobre 2007   |
| 6  | Curse of the Coffin | Magia e morte            | 23 ottobre 2006   | 19 ottobre 2007   |
| 7  | High Octane         | Corse clandestine        | 6 novembre 2006   | 26 ottobre 2007   |
| 8  | Dark Room           | Sorelle                  | 13 novembre 2006  | 2 novembre 2007   |
| 9  | Going Going Gone    | L'asta                   | 20 novembre 2006  | 9 novembre 2007   |
| 10 | Come As You Are     | Il reclutatore           | 27 novembre 2006  | 16 novembre 2007  |
| 11 | Backstabbers        | Pugnalate alle spalle    | 11 dicembre 2006  | 20 novembre 2007  |
| 12 | Internal Affairs    | Affari interni           | 8 gennaio 2007    | 23 novembre 2007  |
| 13 | Throwing Heat       | La mina antiuomo         | 22 gennaio 2007   | 27 novembre 2007  |
| 14 | No Man's Land       | Terra di nessuno         | 5 febbraio 2007   | 30 novembre 2007  |
| 15 | Man Down            | Diamanti di sangue       | 12 febbraio 2007  | 16 gennaio 2008   |
| 16 | Broken Home         | Famiglia a pezzi         | 19 febbraio 2007  | 23 gennaio 2008   |
| 17 | A Grizzly Murder    | L'orso assassino         | 26 febbraio 2007  | 30 gennaio 2008   |
| 18 | Triple Threat       | Tripla minaccia          | 19 marzo 2007     | 6 febbraio 2008   |
| 19 | Bloodline           | L'agenda nera            | 9 aprile 2007     | 13 febbraio 2008  |
| 20 | Rush                | L'impeto                 | 16 aprile 2007    | 20 febbraio 2008  |
| 21 | Just Murdered       | Appena ucciso            | 23 aprile 2007    | 27 febbraio 2008  |
| 22 | Burned              | Bruciato                 | 30 aprile 2007    | 5 marzo 2008      |
| 23 | Kill Switch         | Interruttore d'emergenza | 7 maggio 2007     | 12 marzo 2008     |
| 24 | Born to Kill        | Nato per uccidere        | 14 maggio 2007    | 19 marzo 2008     |

## Rio
- Titolo originale: Rio
- Diretto da: Joe Chappelle
- Scritto da: Sunil Nayar

### Trama
Horatio ed Eric si recano in Brasile, a Rio dove Antonio Riaz è stato estradato e poi liberato. Riaz, che aveva minacciato Horatio, uccide Ray e usa Ray Jr come mulo della droga. Per ritrovare il ragazzo, Eric e Horatio si mettono alla ricerca di Riaz. Una volta trovato, inizia una lotta, al termine della quale Horatio accoltella Riaz. I due tornano a Miami per continuare la ricerca di Ray Jr, che intanto vuole salvare il padre, non sapendo che quest'ultimo è già morto, uccidendo il destinatario dell'eroina che trasporta. Intanto a Miami, Calleigh, momentaneamente capo della scientifica, manda Ryan e la neo-assunta Natalia, su una scena del crimine. A causa di un errore di Natalia, un sospettato viene ferito con una pistola dal figlio della vittima.
- Guest star: Sofia Milos, Vincent Laresca, Carter Jenkins, Giancarlo Esposito, Shawn Christian, Alex Meneses, Mason Gamble, Luis Antonio Ramos, Brendan Fehr, Grant Sullivan, Jeff Licon

## Sotto copertura
- Titolo originale: Going under
- Diretto da: Matt Earl Beesley
- Scritto da: Marc Dube e John Haynes

### Trama
La squadra indaga sull'omicidio di un uomo appartenente a una banda di motociclisti. Scopriranno che sia la vittima che un altro motociclista sono degli infiltrati, che indagano sul commercio illegale di armi della banda.

## Il piatto della morte
- Titolo originale: Death pool 100
- Diretto da: Sam Hill
- Scritto da: Ann Donahue e Elizabeth Devine

### Trama
Durante una festa organizzata dal "Gioielliere dei VIP" avviene una rapina che causa due morti. Dalle indagini si scoprirà sia che è il gioielliere ad aver organizzato la rapina per nascondere il fatto che usa diamanti falsi, sia che esiste un giro di scommesse sulla morte dei VIP, reso legale perché effettuato al largo della costa, dove la polizia non ha giurisdizione.
- Guest star: Sung Kang, Garcelle Beauvais-Nilon, Mark Rolston, Omar Gooding, Michael B. Silver, Cyia Batten, Todd Williams, Eric Lutes, Max Burkholder, Mike Batayeh, Brendan Fehr, Scottie Thompson

## Il potere di uno sguardo
- Titolo originale: If Looks Could Kill
- Diretto da: Scott Lautanen
- Scritto da: Barry O'Brien e Ildy Modrovich

### Trama
La squadra indaga sulla morte di diversi modelli tutti appartenenti a una stessa agenzia. Scopriranno che a orchestrare tutto è stata una delle proprietarie, al fine di arricchirsi tramite le assicurazioni stipulate sulle loro vite.

## Morto eccellente
- Titolo originale: Death Eminent
- Diretto da: Eagle Egilsson
- Scritto da: Corey Miller e Brian Davidson

### Trama
La squadra indaga sulla morte di un consigliere municipale trovato in una casa vuota. Scopriranno che il movente è l'espropriazione pubblica degli immobili da parte dello Stato. Intanto nella casa accanto, Calleigh e Natalia trovano un altro cadavere, di una ragazza scomparsa mesi prima, e scoprono che il mandante di quest'altro omicidio è una vecchia conoscenza di Horatio che non era riuscito a incastrare, cioè il giudice della Corte Suprema.
- Guest star: Gregg Henry

## Magia e morte
- Titolo originale: Curse of the Coffin
- Diretto da: Joe Chappelle
- Scritto da: Sunil Nayar e Krystal Houghton

### Trama
Il tentato furto di un'auto-spia permette alla squadra di investigare sull'omicidio di una donna nella cui casa è presente un altare della Santeria. Si scoprirà che l'omicidio è collegato al recupero di molti lingotti d'oro precedentemente rubati.

## Corse clandestine
- Titolo originale: High Octane
- Diretto da: Sam Hill
- Scritto da: Marc Dube

### Trama
Durante una corsa d'auto clandestina, un pilota subisce una decapitazione, ma non è solo un incidente come si era pensato all'inizio. Inoltre la squadra indaga sul furto di auto e di carburante per aerei.

## Sorelle
- Titolo originale: Dark Room
- Diretto da: Karen Gaviola
- Scritto da: John Haynes

### Trama
Una richiesta di aiuto scritta su una banconota insanguinata data a un casello, mettono in allarme la polizia. Si scoprirà un giro di rapimenti di fotomodelle da parte di un fotografo. L'uomo è in realtà un serial killer stupratore che uccide le modelle della sua agenzia che si comportano in modo scorretto ovvero facendo sesso con i dipendenti e quindi da promiscue e che per tale ragione le ritiene prostitute e per punirle le rapisce per poi violentarle e successivamente ucciderle conservando le foto delle sue vittime come trofei. L'ultima vittima è la sorella di Natalia e la squadra riesce a salvarla in tempo arrestando il folle omicida.

## L'asta
- Titolo originale: Going Going Gone
- Diretto da: Matt Earl Beesley
- Scritto da: Elizabeth Devine

### Trama
Un uomo organizza un'asta di ragazze per raccogliere soldi per beneficenza, ma una delle ragazze viene uccisa. Durante le indagini, Horatio e la sua squadra scopriranno anche che l'organizzatore è stato ricattato e che invece i proventi aiutano un gruppo di terroristi che vogliono distruggere gli Stati Uniti.

## Il reclutatore
- Titolo originale: Come As You Are
- Diretto da: Joe Chappelle
- Scritto da: Brian Davidson

### Trama
Al poligono viene trovato il cadavere di un reclutatore di Marine. Una lettera di minacce a lui arrivata, porta la squadra a indagare non solo sulla morte del reclutatore ma anche di un Marine durante un attacco dei ribelli in Iraq.
- Guest star: Charles Duckworth

## Pugnalate alle spalle
- Titolo originale: Backstabbers
- Diretto da: Gina Lamar
- Scritto da: Barry O'Brien

### Trama
La donna dietro il sequestro della famiglia dell'organizzatore dell'asta di ragazze, viene liberata sotto cauzione e i suoi complici dell'organizzazione terroristica, credendo che stia facendo il doppio gioco, tentano di ucciderla.

## Affari interni
- Titolo originale: Internal Affairs
- Diretto da: Scott Lautanen
- Scritto da: Corey Miller

### Trama
Nick, l'ex marito di Natalia, è stato ucciso e la squadra deve farsi da parte per evitare il conflitto d'interessi. L'indagine è affidata a Berkeley e alla squadra del turno di notte. Intanto la squadra di Horatio indaga sulla morte di un uomo schiacciato da una lastra di granito. Si scoprirà che i due crimini sono collegati.
- Guest star: Rob Estes

## La mina antiuomo
- Titolo originale: Throwing Heat
- Diretto da: Joe Chappelle
- Scritto da: Krystal Houghton

### Trama
Un profugo cubano muore a causa di una mina antiuomo posizionata sulla spiaggia su cui sbarca. La squadra scopre che era destinato a una squadra di baseball, insieme a un altro ragazzo cubano, che mette Horatio sulla giusta strada. Per indagare sul loro arrivo, pur non essendo in servizio, Eric si reca in un bar in cui interviene in un litigio tra marito e moglie e viene citato in giudizio.
- Guest star: Maury Sterling

## Terra di nessuno
- Titolo originale: No Man's Land
- Diretto da: Scott Lautanen
- Scritto da: Dominic Abeyta

### Trama
Durante il trasporto di armi sequestrate dirette alla fonderia, due poliziotti vengono uccisi e il carico viene rubato. Horatio scoprirà che a orchestrare il piano è una sua vecchia conoscenza, con il fine di scappare dal penitenziario. Eric è ferito durante una sparatoria.
- Guest star: Gonzalo Menendez

## Diamanti di sangue
- Titolo originale: Man Down
- Diretto da: Karen Gaviola
- Scritto da: Ildy Modrovich

### Trama
Mentre Eric versa in condizioni critiche, Horatio e la squadra cercano Clavo Cruz. Scoprono che, prima del suo arresto, importava diamanti di sangue dall'Africa negli Stati Uniti, godendo dell'immunità diplomatica, e che quindi, una volta scappato dal carcere, vuole recuperarli, oltre a regolare i suoi conti. Ucciso il padre adottivo, e abbandonato dal padre biologico, decide di recarsi da Horatio per ucciderlo, ma viene ucciso con un colpo al cuore.
- Guest star: Gonzalo Menendez, Joaquim de Almeida

## Famiglia a pezzi
- Titolo originale: Broken Home
- Diretto da: Sam Hill
- Scritto da: Barry O'Brien e Krystal Houghton

### Trama
Mentre una ragazza sta facendo da baby-sitter al figlio dei suoi vicini, i suoi genitori sono uccisi. La squadra indaga per conoscere il colpevole.
- Guest star: Matt Letscher

## L'orso assassino
- Titolo originale: A Grizzly Murder
- Diretto da: Eagle Egilsson
- Scritto da: Elizabeth Devine e Brian Davidson

### Trama
Durante una battuta di caccia un neo-cacciatore viene ucciso da un orso grizzly. Indagando sull'incidente, la squadra della scientifica scoprirà cos'altro hanno fatto i tre cacciatori.
- Guest star: Paula Garcés, Scott Holroyd, Demetrius Grosse, Anthony DeSando, Ed Begley Jr.

## Tripla minaccia
- Titolo originale: Triple Threat
- Diretto da: Scott Lautanen
- Scritto da: Sunil Nayar e Corey Miller

### Trama
Un uomo molto in vista a Miami viene ucciso durante una festa in casa sua. Le indagini portano a scoprire che il cadavere è in realtà solo un sosia, e che il colpevole è molto vicino all'uomo e lo ha ingannato per molto tempo.
- Guest star: Leslie Bibb, Ryan Devlin, Nick E. Tarabay, Colin Ferguson

## L'agenda nera
- Titolo originale: Bloodline
- Diretto da: Carey Meyer
- Scritto da: Marc Dube e John Haynes

### Trama
Anna, una prostituta aiutata in precedenza da Horatio, si risveglia su una scena del crimine e chiama Horatio. La squadra indagherà sul cadavere, a cui è stato rimosso lo scalpo, ragione per cui i sospetti si spostano sugli indiani e sui traffici di soldi dei casinò dei nativi.
- Guest star: Paula Garcés, Matthew Morrison, Shawn Reaves, Tonantzin Carmelo, Ed Begley Jr.

## L'impeto
- Titolo originale: Rush
- Diretto da: Sam Hill
- Scritto da: Ildy Modrovich e Krystal Houghton

### Trama
Una star del cinema viene trovata morta nel bagagliaio di una macchina usata nel suo film. Essendo l'attore in riabilitazione, la squadra indaga soprattutto nella clinica, scoprendo che la vera scena del crimine è la sua stanza.
- Guest star: Adam LaVorgna, Alice Greczyn, Phil Morris, Samantha Streets, Myk Watford, Steve Bacic, Nick Steele, Ari Graynor

## Appena ucciso
- Titolo originale: Just Murdered
- Diretto da: Eagle Egilsson
- Scritto da: Ty Scott

### Trama
La polizia si reca a dividere un uomo e una donna che litigano: sono marito e moglie, in procinto di divorziare. Nel mentre viene ritrovato nella loro casa, divisa a metà da laser, il corpo della personal trainer- fidanzata dell'uomo, mentre, per strada, viene trovato il cadavere di un altro uomo che guidava l'auto dei due.
- Guest star: Patrick Cassidy, Kelly Carlson, Anthony Azizi, Johnny Pacar, Jordan Woolley, Rachel Quaintance, Eve Mauro, Dwayne Macopson

## Bruciato
- Titolo originale: Burned
- Diretto da: Anthony Hemingway
- Scritto da: Corey Evett e Matt Partney

### Trama
Una casa è coinvolta in un incendio e un uomo resta vittima mentre la fidanzata riesce a salvarsi. Si sospetta dell'ex della donna, che la tormenta dalla fine della loro storia. Tra i sospettati c'è anche un uomo che chiede di essere interrogato solo da Ryan. Si scoprirà che Ryan ha un debito di gioco con lui, e verrà licenziato.
- Guest star: Sofia Milos, Rebecca Gayheart, Ron Reznik, David Lee Smith, Page Kennedy, Chris Bruno, Boti Bliss, Innis Casey

## Interruttore d'emergenza
- Titolo originale: Kill Switch
- Diretto da: Scott Lautanen
- Scritto da: Marc Dube e Corey Miller

### Trama
Una ragazza viene maltrattata e ferita da un ragazzo per strada. In TV, in un programma televisivo in cui è stato invitato, Ryan commenta l'accaduto aprendo involontariamente una caccia all'uomo, che verrà poi trovato morto sulla spiaggia. Inizialmente un uomo confessa l'omicidio, ma l'autopsia rivela nuovi particolari e la squadra indaga più a fondo sul ragazzo, scoprendo particolari che li porterà sulla giusta strada. Ryan, pentito per ciò che ha fatto e amareggiato per ciò che ha causato, si rende conto di voler tornare a lavorare nella scientifica.
- Guest star: Coby Bell, Seamus Dever, Chris Carmack, AnnaLynne McCord, Tanc Sade, Boti Ann Bliss, Vivan Dugré, Michael Filipowich, Austen Parros

## Nato per uccidere
- Titolo originale: Born to Kill
- Diretto da: Karen Gaviola
- Scritto da: Ann Donahue e Sunil Nayar

### Trama
Una ragazza viene trovata morta in casa con un'incisione a forma di Y sul petto. Si cerca un sospettato di Boston che ha lo stesso modus operandi a causa di un'anomalia genetica: un cromosoma Y in più, considerato erroneamente il "gene criminale".
- Guest star: Johnny Whitworth, Michael Kelly, Monet Mazur, David Lee Smith, Daniella Alonso, Taylor Handley, Brendan Fehr, Wynter Kullman